# Parornix traugotti
Parornix traugotti là một loài bướm đêm thuộc họ Gracillariidae. Nó được tìm thấy ở Đan Mạch, biển Baltic, Ba Lan, trung tâm châu Á thuộc Nga và Thuỵ Điển.
Sải cánh dài 9–11 mm.
Ấu trùng ăn Betula pubescens. Chúng ăn lá nơi chúng làm tổ.